# Big River (Lied)
Big River ist ein Countrysong von Johnny Cash aus dem Jahr 1957, den dieser gemeinsam mit den Tennessee Two aufnahm. Als Produzenten bei Sun Records fungierten Jack Clement und Sam Phillips.

## Inhalt
Der Song handelt von einer verlorengegangen Liebe. Der namenlose Protagonist verfolgt seine Liebe quer durchs Land, verpasst sie aber immer wieder und sieht schließlich ein, dass sie den „breiten Fluss“, auf dem sie reist, mehr liebt als ihn. Anhand der Städtenamen, die im Text vorkommen wird deutlich, dass der Mississippi der „Big River“ ist.
Diese Thematik war typisch für den jungen Cash. Auch die Sun-Aufnahmen Cry! Cry! Cry!, Blue Train, There You Go und Guess Things Happen That Way handeln von ungewöhnlichen Liebesbeziehungen, die auf seltsame Weise scheitern. Bob Dylan beschrieb Big River als „Lyrik mit Substanz“.

## Entstehung
Cash wurde zu diesem Song inspiriert, als er im TV Radio Mirror einen Artikel über sich las, der mit der Zeile „Johnny Cash has the big river blues in his life“ begann. Er schrieb den Song daraufhin auf dem Rücksitz eines Autos in White Plane, New York. Laut eigenen Aussagen war der Songtext fertig, bevor er den Artikel zu Ende gelesen und sein Reiseziel erreicht hatte.
Bei den Aufnahmen im Studio wollte Cash das Stück als einen langsamen Zwölftakt-Blues spielen, doch Phillips war für eine flotte Rockabilly-Nummer, bei der sein Co-Produzent Jack Clement eine offen gestimmte Gibson-Gitarre spielten sollte. Cash meinte später, dass Phillips den „richtigen Riecher“ gehabt habe. Kritiker sagten, erst das Gitarrenspiel habe den Song zu einem Hit werden lassen.
Bei der Aufnahme wirkten neben Cash (Gesang und Gitarre) wie üblich die Tennessee Two mit Luther Perkins an der Lead-Gitarre und Marshall Grant am Bass mit, außerdem war Clement mit der Gibson zu hören.

## Veröffentlichung und Erfolg
Big River wurde am 1. Dezember 1957 als B-Seite von Ballad of a Teenage Queen als Sun-Single 283 veröffentlicht. Bei den Hot Country Songs des Billboard-Magazins, in denen A- und B-Seiten getrennt aufgelistet werden, erreichte der Song Platz 4 und hielt sich 14 Wochen in den Charts; die A-Seite belegte Platz 1. Big River wurde zu einem Klassiker in Cashs Repertoire und von ihm häufig bei Konzerten gespielt. 

## Weitere Aufnahmen
Big River erschien außerdem auf Cashs zweitem Album Johnny Cash Sings the Songs That Made Him Famous. Auf dem Album ist dieselbe Aufnahme zu hören wie jene, die im Jahr zuvor als Single veröffentlicht worden war.
Cash nahm den Song danach weitere Male auf. Das erste Mal 1964 für das Album I Walk the Line, für das er für Columbia Records alte Sun-Songs neu einspielte. 1969 war Big River der Eröffnungstrack des Live-Albums Johnny Cash at Madison Square Garden, das erst 2002 von Columbia veröffentlicht wurde. 1985 nahm Cash den Song mit den Highwaymen auf, wobei eine fünfte, bis dahin unveröffentlichte Strophe hinzugefügt wurde, die Cash aber schon 1957 geschrieben hatte.

## Coverversionen
Das Lied Big River wurde zahlreich gecovert. Die Plattform cover.info verzeichnete im März 2022 insgesamt über 30 Versionen des Liedes und auf secondhandsongs.com waren über 90 Versionen verzeichnet.
Die Band Grateful Dead brachte eine Coverversion des Songs heraus, die zuerst auf ihrem Doppel-Live-Album Steal Your Face 1976 und später unter anderem auf dem Album Dick’s Picks Volume 1 aus dem Jahr 1993 veröffentlicht wurde.

## Belege
1. ↑  
Johnny Cash And The Tennessee Two – Ballad Of A Teenage Queen/Big River bei Discogs; 9. März 2022.
2. ↑  Big River bei cover.info, aufgerufen am 31. März 2022.
3. ↑  Big River bei secondhandsongs.com, aufgerufen am 31. März 2022.